# Medusakaktus
Medusakaktus (Astrophytum caput-medusae) är en suckulent växt i prickkaktussläktet och familjen kaktusväxter, som har sitt naturliga utbredningsområde i den mexikanska delstaten Nuevo León.

## Beskrivning
Medusakaktusen växer likt en låg buske och blir upp till 20 centimeter hög och 40 centimeter bred. Den har en stam som till stora delar är geofytisk. De "grenar" som syns ovan jord är egentligen en typ av mycket förlängda vårtor, av samma typ som finns hos arter i vårtkaktussläktet. Dessa vårtor blir upp till 19 centimeter långa, 2 till 5 millimeter i diameter och avsmalnar till en spets. 15 till 30 millimeter ifrån spetsen sitter en areol som är relativt osynlig tills det utvecklas en blomknopp i den. Det finns endast en areol per vårta och arten har inga taggar. Huden är mörkgrön och täckt med små vita tofsar av hår som på avstånd får den att se grå ut och på nära håll ser ut som små prickar. Tätheten på dessa små tofsar ökar med mängden solsken som plantan blir utsatt för. Blomman är gul med en sidenliknande glans. Den blir upp till 4 centimeter lång och 5 centimeter i diameter. Frukten är oval, köttig, upp till 20 millimeter lång och 8 millimeter i diameter. Den spricker upp på längden då den mognat. Fröna är blanka, brunsvarta och blir upp till 5 millimeter.

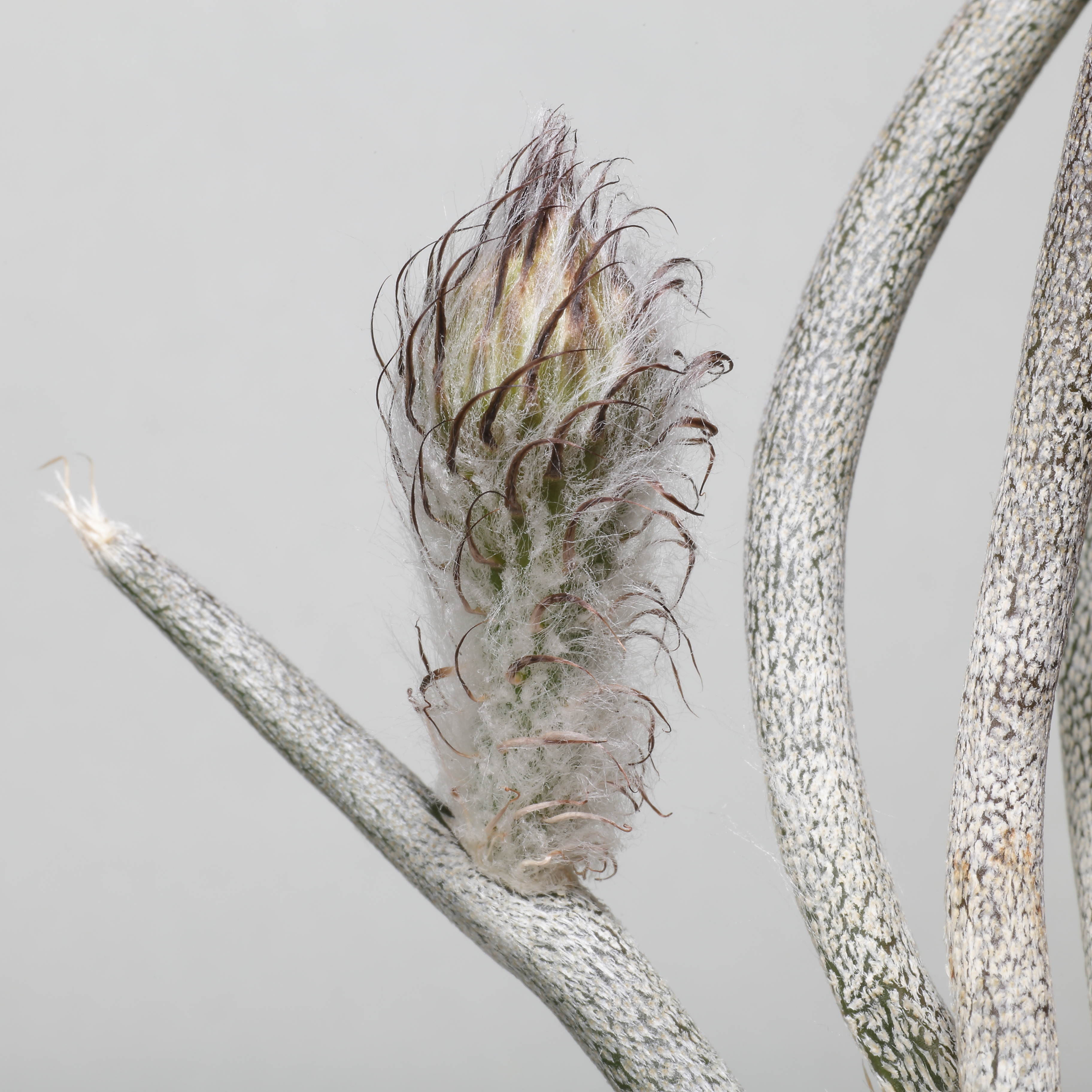
Närbild på en blomknopp.
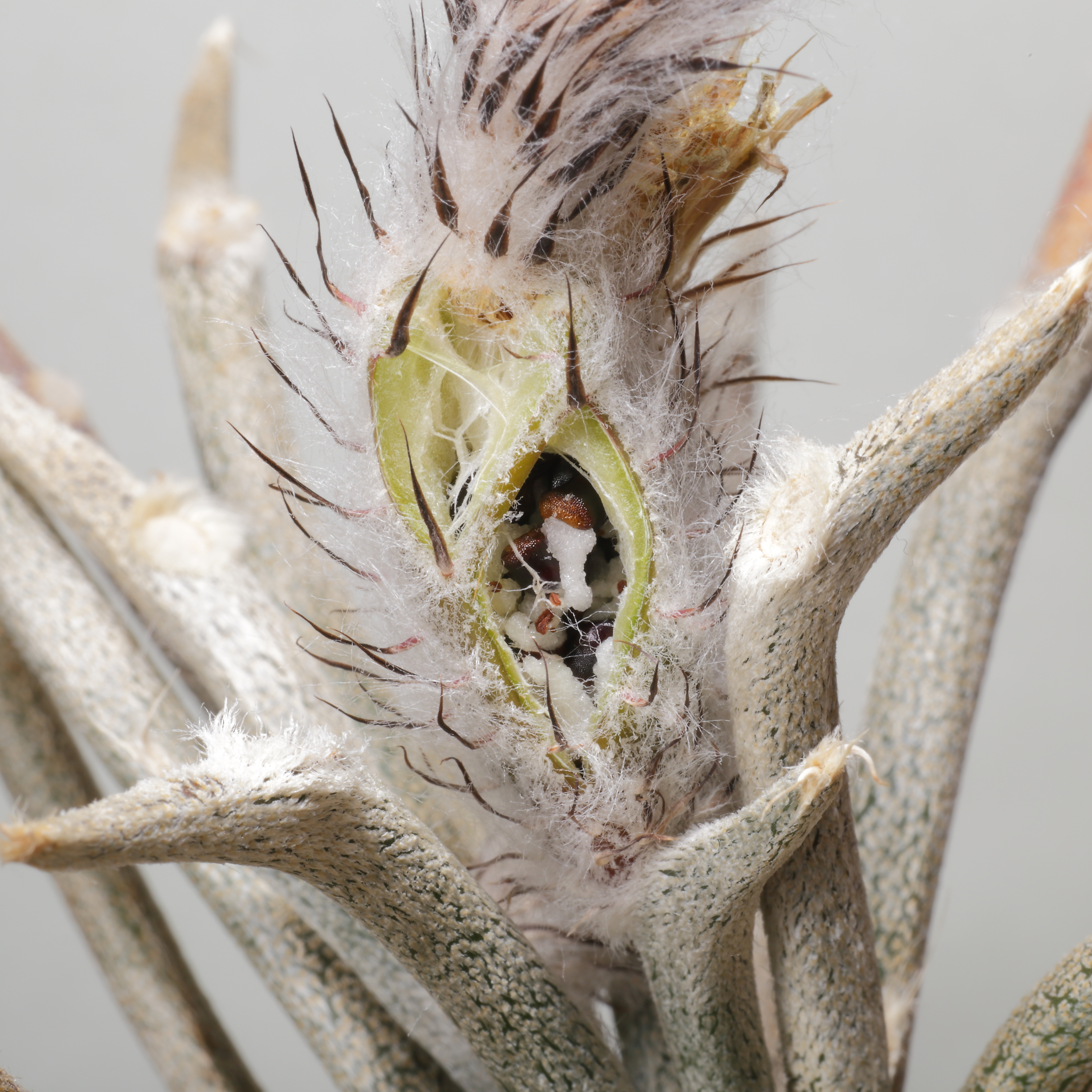
Mogen och uppsprucken frukt full med frön.
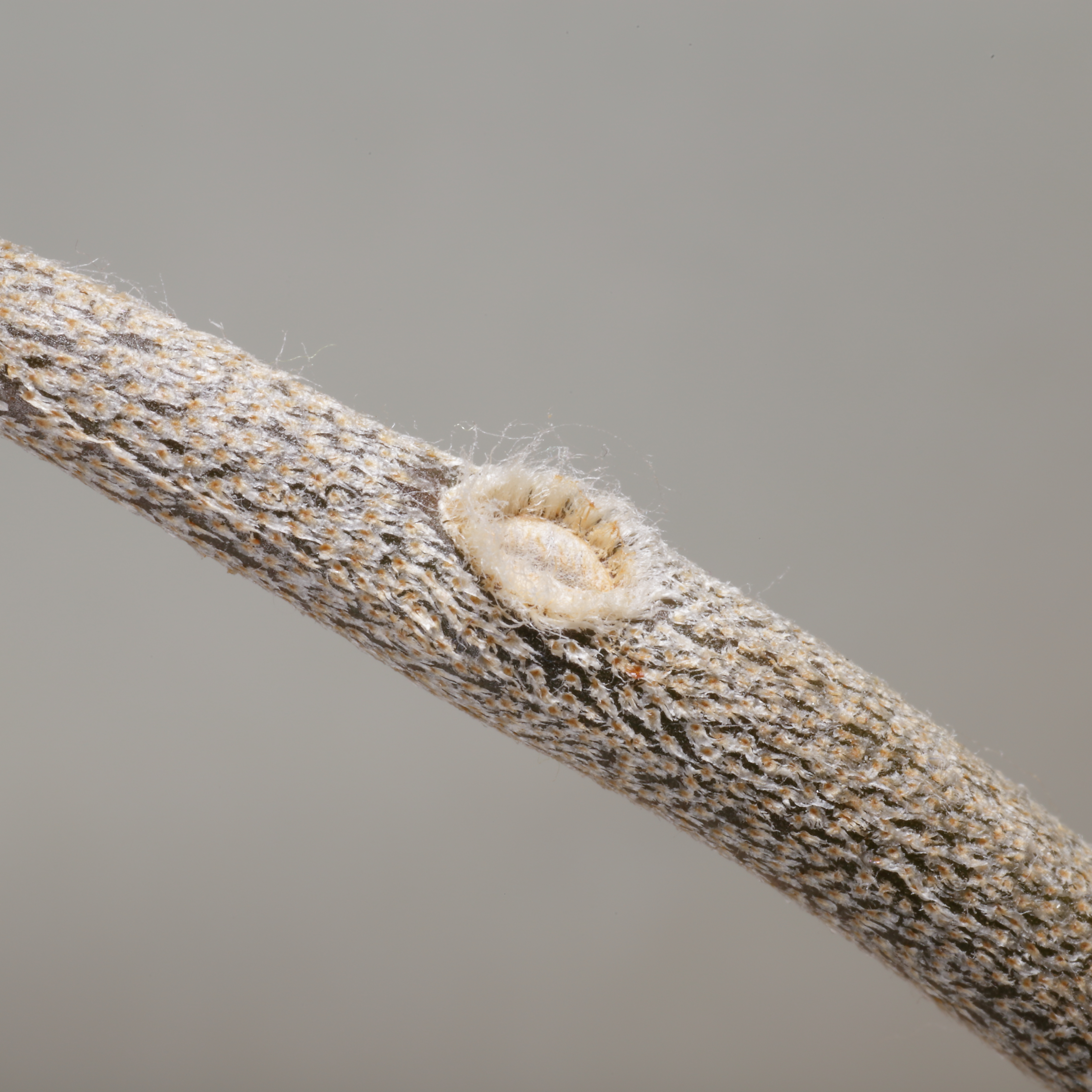
Närbild på en areol som tidigare burit en blomma.
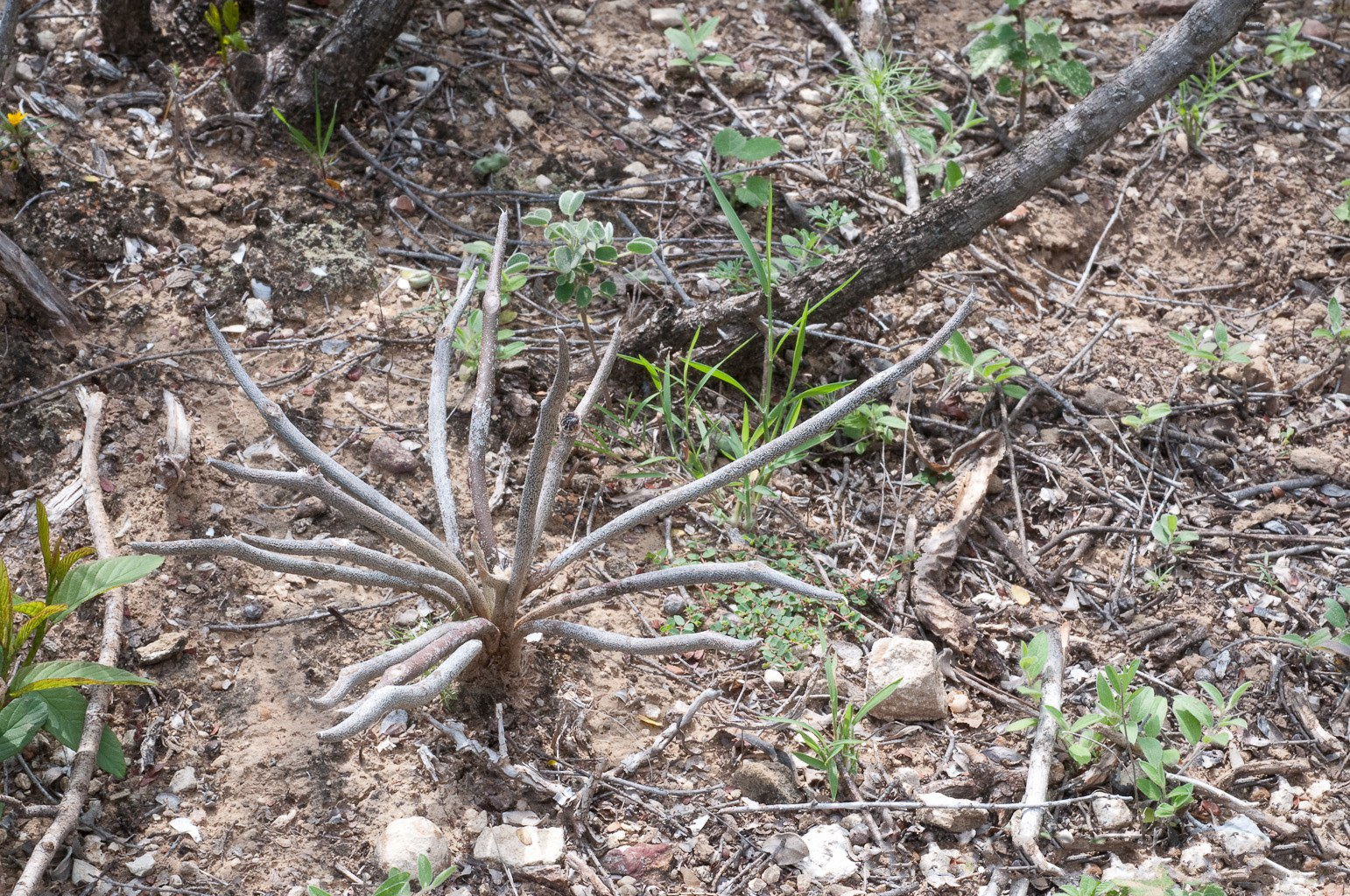
I habitat.

## Systematik
Arten beskrevs för första gången 2002 av Carlos Velazco och Manuel Nevárez som Digitostigma caput-medusae, men flyttades till Astrophytum av David Richard Hunt 2003 efter diskussioner och beslut utförda av International Cactaceae Systematics Group.